# Charles Cathcart, IX lord Cathcart
Charles Schaw Cathcart, 9.º Lord Cathcart KT (21 de marzo de 1721-14 de agosto de 1776) fue un militar y diplomático británico. También fue jefe del clan Cathcart.
 
Hijo de Charles Cathcart, 8.º Lord Cathcart y Marion Shaw, que nació el 21 de marzo de 1721. Opuesto a la restauración de la monarquía de los Estuardo, se convirtió en un ayudante de campo del duque de Cumberland y durante la batalla de Fontenoy en 1745, recibió un disparo en la cara. retrato Joshua Reynolds (1753-5) muestra el parche de seda negro que usó para cubrir la cicatriz en su mejilla. Aparentemente, esto le valió el sobrenombre de "Patch Cathcart '. Al año siguiente en la batalla de Culloden, de nuevo en calidad de ADC para Cumberland, Cathcart una vez más fue herido en la batalla.
El 24 de julio de 1753 se casó con Jane Hamilton (1722-1771), hija del capitán señor Archibald Hamilton y Lady Jane Hamilton.
Tuvieron siete hijos:
- Jane (20 de mayo de 1754-1790) primera esposa del cuarto Duque de Atholl.
- William Cathcart, 1.º conde Cathcart (17 de septiembre de 1755-1843)
- María (1757 - 26 de junio de 1792) una belleza célebre, casada con Thomas Graham, 1.º Barón Lynedoch[1]
- Charles (1760-10 de junio de 1788)
- Louisa (1761-)
- Archibald (1765-)
- Catalina Charlotte (1770-)

Charles fue el último señor Cathcart para heredar los bienes de Sundrum familia. Tras heredar propiedades de su madre en Greenock vendió Sundrum a James Murray, de Broughton en 1758.
En 1763 se creó un caballero de la Orden del Cardo.
En febrero de 1768 fue nombrado embajador en San Petersburgo y fue bien recibido por Catalina la Grande. Sirvió en la corte de Rusia hasta 1772. A su regreso a Gran Bretaña fue elegido Rector de la Universidad de Glasgow en 1773.
Murió el 14 de agosto de 1776.

## Rangos[2]
Capitán de 1742
Coronel, 1750
Mayor General, 1758
Teniente General de 1760